# Himatnagar
Himatnagar auch Himmatnagar (Gujarati: હિંમતનગર) ist eine ca. 90.000 Einwohner zählende Stadt im Nordosten des indischen Bundesstaats Gujarat.

## Lage und Klima
Himatnagar liegt am Hathmati-Fluss ca. 82 km nordöstlich von Ahmedabad an der Hauptverkehrsstraße von Mumbai über Surat und Ahmedabad nach Udaipur, Jaipur und schließlich nach Delhi in einer Höhe von ca. 130 m. Das Klima ist meist warm und trocken; Regen (ca. 400–600 mm/Jahr) fällt eigentlich nur während der sommerlichen Monsunmonate.

## Bevölkerung
| Jahr      | 1991   | 2001   | 2011   |
| Einwohner | 51.461 | 56.464 | 81.137 |

Der starke Anstieg der städtischen Bevölkerungszahlen beruht im Wesentlichen auf der Zuwanderung von Familien aus dem Umland. Knapp 75,5 % der Einwohner sind Hindus, gut 20,5 % sind Moslems und über 3 % gehören der Jain-Religion an; der Rest entfällt auf andere Religionen (Sikhs, Buddhisten und Christen). Wie im Norden Indiens üblich, übersteigt der männliche Bevölkerungsanteil den weiblichen um ca. 10 %. Man spricht Gujarati und Hindi.

## Wirtschaft
Die Bewohner der Stadt leben überwiegend von Handwerk, Kleinhandel und Dienstleistungen aller Art. In den letzten Jahrzehnten haben sich mittelständische Keramik- und steinbearbeitende Betriebe angesiedelt.

## Geschichte

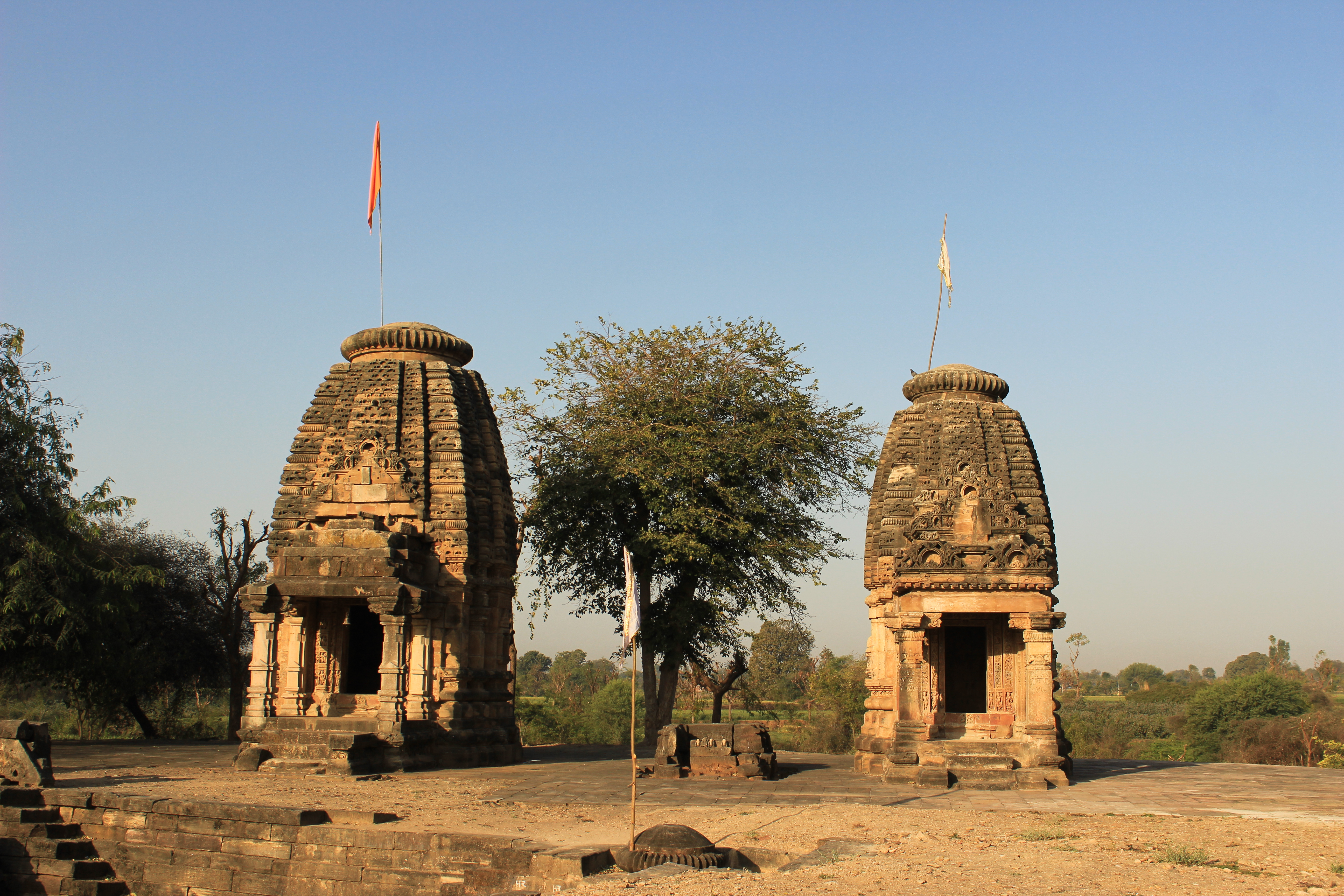
Roda-Tempel III und V (9./10. Jh.) bei Himatnagar; die im Grunde nur aus einer fensterlosen Cella (garbhagriha) bestehenden Tempel haben Turmaufsätze (shikharas) mit abschließenden Ringsteinen (amalakas) jedoch ohne Vasen (kalashas) sowie seitlich offene Vorhallen (mandapas).

Die Gründung der Stadt unter ihrem früheren Namen Ahmednagar im Jahr 1426 geht auf den Sultan von Gujarat Ahmed Shah I. zurück. Die Neugründung wurde durch eine Zitadelle und eine Stadtmauer befestigt. In den folgenden Jahrhunderten, vor allem nach der Eingliederung von Gujarat in das Mogul-Imperium (1573), erlebte die Stadt eine Periode des Niedergangs, die erst im 20. Jahrhundert endete. Ahmadnagar wurde im Jahr 1912 zu Ehren des damals 13-jährigen Prinzen Himmat Singh, dem letzten Herrscher des Fürstenstaats Idar, in Himmatnagar umbenannt.

## Sehenswürdigkeiten
- Von der ehemaligen Stadtmauer und der Zitadelle sind noch stark ruinöse Teile erhalten.
- Ein Stufenbrunnen (Kazi ni Vav) ist in ähnlich desolatem Zustand.
- In der Stadt und in ihrer näheren Umgebung gibt es mehrere Jain-Tempel.

Umgebung
- Roda-Tempel (ca. 15 km nordöstlich) – Gruppe von 5 Hindu-Tempeln und einem Stufenbrunnen aus dem 8./9. Jahrhundert
- Idar-Tempel (ca. 27 km nördlich) – mehrere mittelalterliche und neuzeitliche Jain-Tempel